# Малая Русская Лиса
 Малая Русская Лиса  — деревня в Санчурском муниципальном округе Кировской области.

## География
Расположена на расстоянии примерно 12 км по прямой на север от райцентра поселка Санчурск.

## История
Известна с 1939 года как деревня Малая Гора (Русская Лиса), в 1950 здесь (уже современное название) хозяйств 36 и жителей 137, в 1989 26 жителей. С 2006 по 2019 год входила в состав Городищенского сельского поселения.

## Население
Постоянное население составляло 12 человек (русские 92%) в 2002 году, 5 в 2010.